# 厳しき雄鶏争い
『厳しき雄鶏争い』（A Broken Leghorn、1959年9月26日）は、アメリカの映画会社のワーナー・ブラザースの短編アニメシリーズ「ルーニー・テューンズ」の作品である。

## 製作スタッフ
- 監督：ロバート・マッキンソン
- 製作：ジョン・W・バートン
- 脚本：ウォーレン・フォスター
- 声優：メル・ブランク、ジューン・フォーレイ
- 音楽：ミルト・フランクリン

## 内容
雌鶏のプリシーは卵を産むことができず、他の雌鶏にいじめられていた。フォグホーンはふと思いついて卵をプリシーのところに入れて、孵化させると、鶏の坊やが産まれていた。雄鶏が２羽いると、自分の立場がないと考えたフォグホーンは、あの手この手で、雛を始末しようと考えるが、どの策もうまくいかない。ついにフォグホーンは、農場のオーナーに、どちらを農場に残すか直談判するのだが…

## キャスト
| キャラクター             | 原語版               | 現行吹き替え版 |
| ------------------------ | -------------------- | -------------- |
| フォグホーン・レグホーン | メル・ブランク       | 玄田哲章       |
| 鶏の坊や                 | メル・ブランク       | 不明           |
| プリシー                 | ジューン・フォーレイ | 京田尚子       |
| ナレーション             | -                    | 梅津秀行       |